# Eudule flavinota
Eudule flavinota är en fjärilsart som beskrevs av W. Warren 1904. Eudule flavinota ingår i släktet Eudule och familjen mätare. Inga underarter finns listade i Catalogue of Life.